# Marcus Aemilius Bassus
Marcus Aemilius Bassus (vollständige Namensform Marcus Aemilius Marci filius Falerna Bassus) war ein im 2. Jahrhundert n. Chr. lebender Angehöriger des römischen Ritterstandes (Eques). Durch eine Inschrift, die auf 101/135 datiert wird, sind einzelne Stationen seiner Laufbahn bekannt.
Die militärische Laufbahn des Bassus bestand aus den für einen Angehörigen des Ritterstandes üblichen Tres militiae. Er übernahm zunächst als Präfekt die Leitung der Cohors prima Antiochensium, die in der Provinz Moesia superior stationiert war; vermutlich führte er die Einheit während der Dakerkriege Trajans oder kurz danach. Im Anschluss wurde er Tribun der Cohors prima Brittonum in Dacia. Bassus ist als Kommandeur dieser Einheit auch durch ein Militärdiplom, das auf den 2. Juli 110 datiert ist, belegt; vermutlich leitete er die Einheit von 108 bis 112. Die dritte Stufe bildete das Kommando als Präfekt der Ala Moesica, die in Germania inferior stationiert war.
Danach übte Bassus zivile Posten in der Verwaltung aus. Er wurde zunächst durch Hadrian zum procurator ad XXXX Galliarum ernannt. Als Nächstes half er als Procurator bei einem Census in der Provinz Pontus et Bithynia. Im Anschluss war er Epistratege von zwei Verwaltungsbezirken in der Provinz Aegyptus: zunächst in Pelusium, danach in der Thebaidis. Jede dieser Tätigkeiten war mit einem Jahreseinkommen von 60.000 Sesterzen verbunden. Zuletzt wurde er Procurator in der Provinz Iudaea; dieser Posten war mit einem Jahreseinkommen von 100.000 Sesterzen verbunden.
Bassus war in der Tribus Falerna eingeschrieben. Er stammte aus Albintimilium, dem heutigen Ventimiglia, wo auch die Inschrift für ihn errichtet wurde. In Ventimiglia wurde auch ein Siegel mit seinem Namen gefunden.